# Método de Dormand-Prince
Em análise numérica, Dormand-Prince é um método para resolução de equações diferenciais ordinárias (EDOs). O método é um membro da família de métodos Runge-Kutta para resolvedores de EDOs. Mais precisamente, ele avalia seis vezes a função para calcular soluções acuradas de quarta e quinta ordem. A diferença entre essas soluções é então tomada como o erro da solução (de quarta ordem). Esta estimativa de erro é muito conveniente pra algoritmos de integração adaptativos. Outros métodos de integração parecidos são o método de Runge-Kutta-Fehlberg (RKF) e o método Cash-Karp (RKCK) (tradução correta?).
O método Dormand–Prince tem sete estágios, mas ele usa apenas seis avaliações de função por passo porque ele tem a propriedade "Primeiro igual ao último" (em inglês, First Same As Last - FSAL): o último estágio de um passo é avaliado no mesmo ponto que o primeiro estágio do próximo passo. Dormand and Prince escolheram os coeficientes de seu método para minimizar o erro da solução de quinta ordem. Esta é a principal diferença com relação ao método de Fehlberg, que foi construído de modo que a solução de quarta ordem tenha um erro pequeno. Por essa razão, o método de Dormand–Prince é mais adequado quando a solução de ordem alta é usada para continuar a integração, uma prática conhecida como interpolação local. (Hairer, Nørsett & Wanner 1993).(Hairer, Nørsett & Wanner 1993, pp. 178–179).
Atualmente, Dormand–Prince é o método padrão no resolvedor de EDOs (ode45) do MATLAB e do GNU Octave e é a escolha padrão para o resolvedor Simulink's model explorer. Está disponível também uma implementação livre em Fortran do algoritmo, chamada DOPRI5.
A matriz de Butcher do método é:
|  | 0    |            |             |            |          |               |          |      |
|  | 1/5  | 1/5        |             |            |          |               |          |      |
|  | 3/10 | 3/40       | 9/40        |            |          |               |          |      |
|  | 4/5  | 44/45      | −56/15      | 32/9       |          |               |          |      |
|  | 8/9  | 19372/6561 | −25360/2187 | 64448/6561 | −212/729 |               |          |      |
|  | 1    | 9017/3168  | −355/33     | 46732/5247 | 49/176   | −5103/18656   |          |      |
|  | 1    | 35/384     | 0           | 500/1113   | 125/192  | −2187/6784    | 11/84    |      |
|  |      | 5179/57600 | 0           | 7571/16695 | 393/640  | −92097/339200 | 187/2100 | 1/40 |
|  |      | 35/384     | 0           | 500/1113   | 125/192  | −2187/6784    | 11/84    | 0    |

A primeira linha de coeficientes b fornece a solução acurada de quinta ordem e a segunda linha tem ordem quatro.